# The Kid
The Kid er en amerikansk stumfilm fra 1910 af Frank Powell.

## Medvirkende
- Henry B. Walthall som Walter Holden
- Jack Pickford
- Florence Barker som Doris Marshall
- Mary Pickford
- Blanche Sweet